# 常庄站
常庄站，位于中国山东省济南市莱芜区苗山镇常庄村，建于1974年，为济南铁路局兖州车务段管辖的四等站。客运车现只有辛泰铁路7053/4次普通旅客列车往返经停。

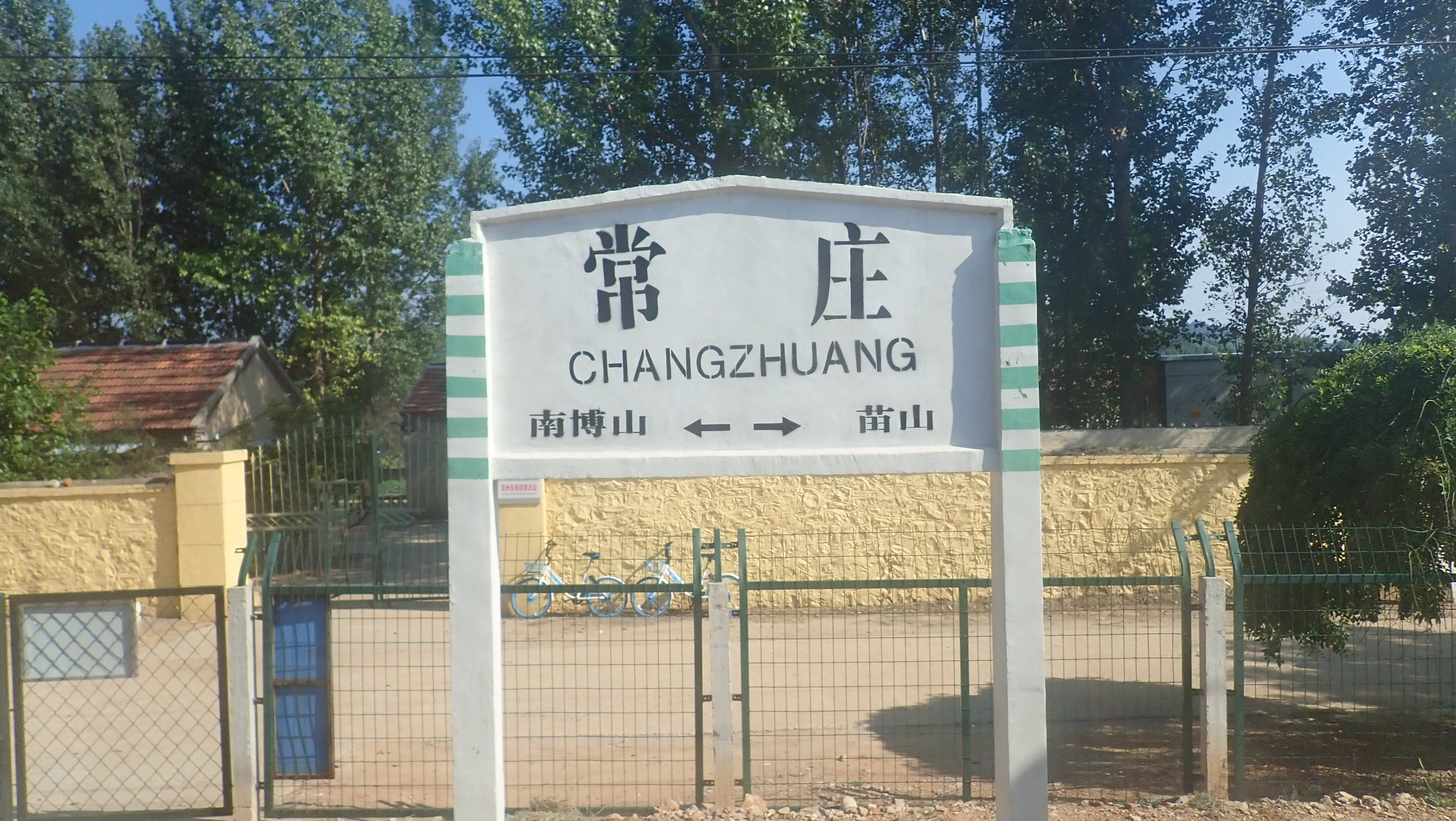
2018年，7054次列车上拍摄的常庄站站牌

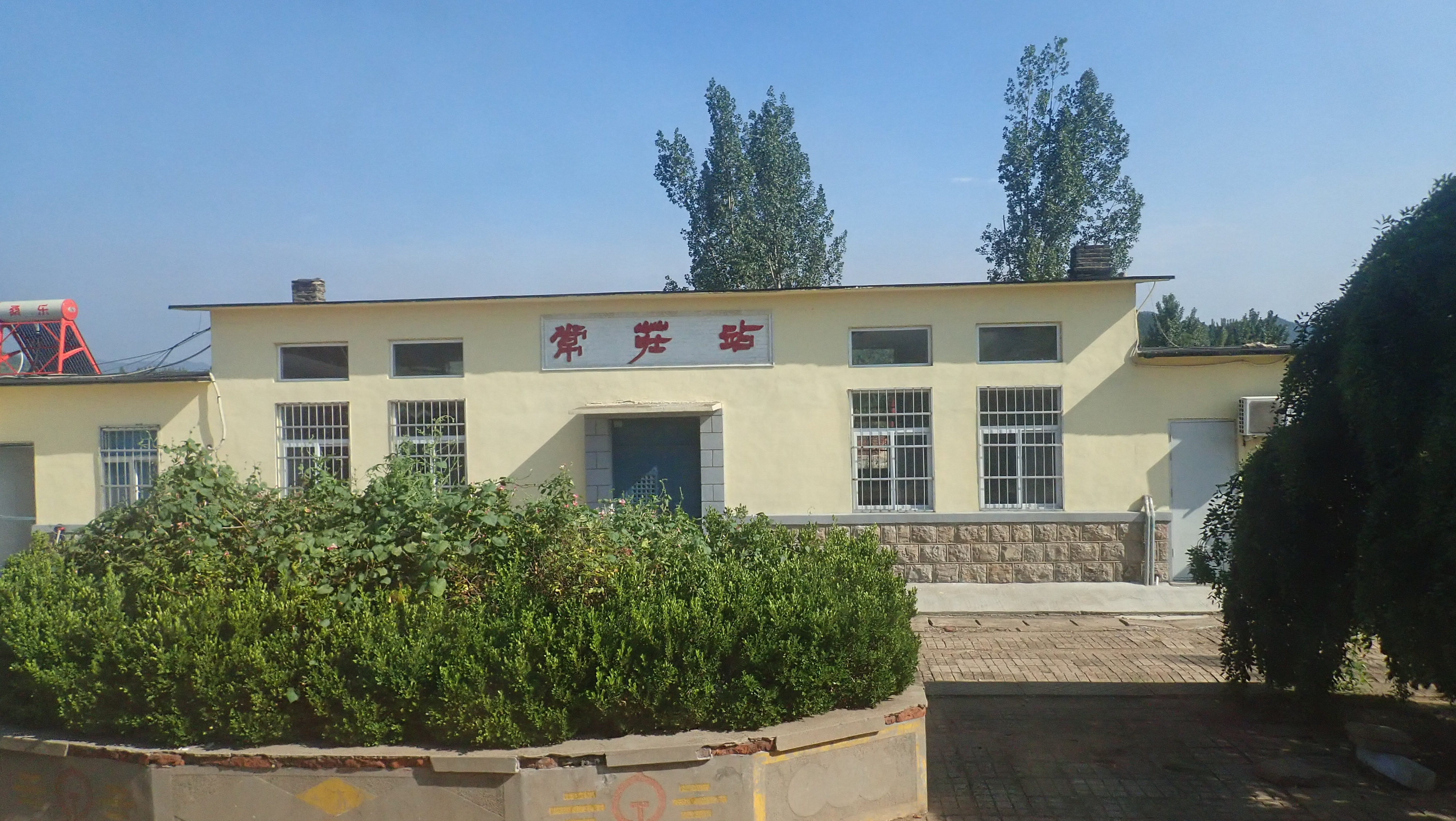
2018年，7054次列车上拍摄的常庄站站房

其客货兼运。危险货物仅办理农药、化肥发到。